# Macromedia Studio
Macromedia Studio est une suite de programmes informatiques complémentaires les uns des autres, conçus pour la création de contenu de sites web interactifs, mis au point et commercialisée de 2002 à 2005 par l'entreprise éponyme Macromedia (1992-2005), leader de l'édition de sites web, jusqu'au rachat de cette dernière en 2005 par son puissant concurrent sur le marché du design et du graphisme Adobe Systems,.

## Description
Macromedia Studio comprenait les produits phares de Macromedia, devenus très prisés des développeurs d'applications interactives entre programmes sur serveurs web et applications sur ordinateurs des surfers : l'éditeur de code Dreamweaver, le logiciel d'animation Flash, le logiciel de vectorisation FreeHand, le logiciel d'illustration Fireworks et des interfaces pour développements d'application serveur/client comme Director et ColdFusion.
Après l'absorption par Adobe, la suite Macromedia Studio est rebaptisée Adobe Creative Suite et les logiciels de la famille Adobe lui sont adjoints avec une politique de remplacement jusqu'à la disparition progressive du nom des logiciels et du nom du concurrent Macromedia : Macromedia FreeHand est remplacé par Adobe Illustrator. Les programmes Director et ColdFusion de Macromedia ne font pas partie d'Adobe Creative Suite. Director est ensuite intégré dans la gamme d'édition vidéo d'Adobe. Flash, prisé pour ses effets mais qui ne parvenait pas à s'imposer dans son créneau, est purement et simplement abandonné. Pour des raisons analogues, ColdFusion est voué à la disparition.

## Versions
Les versions de Macromedia Studio publiées par Macromedia sont les suivantes :
- Macromedia Studio MX : sortie le 29 mai 2002, il s'agit de la première version de la Suite Macromedia Studio. Elle reçoit le suffixe « MX », abréviation signifiant « maximiser » dans le jargon marketing informatique. Studio MX comprend la version 6 des programmes Dreamweaver, Flash, FreeHand, Fireworks et une édition développeur de ColdFusion.
- Macromedia Studio MX Plus : sortie le 10 février 2003, parfois appelée MX 1.1, est une édition spéciale de MX qui inclut Freehand MX (Freehand version 10), Contribute et DevNet Resource Kit Special Edition en plus de la suite de produits existants.
- Macromedia Studio MX 2004 : sortie le 10 septembre 2003, malgré son nom, il s'agit en fait de la version 7 de la plupart des programmes composant la suite. Studio MX 2004 inclut FreeHand ainsi que des mises à jour de Dreamweaver, Flash et Fireworks. Une version pro de Studio MX 2004 inclut Flash Professional et une nouvelle interface pour Dreamweaver.
- Macromedia Studio 8 : sortie le 13 septembre 2005, elle est la dernière version de Macromedia Studio. La suite comprend Dreamweaver 8, Flash 8, Flash 8 Video Converter, Fireworks 8, Contribute 3 et FlashPaper. Macromedia Dreamweaver 8, Macromedia Flash 8 et Flash 8 Video Converter, Macromedia Fireworks 8, Macromedia Contribute et Macromedia FlashPaper.